# Freibauer (Schach)
Als Freibauer bezeichnet man im Schachspiel einen Bauern, der auf seinem Weg zum Umwandlungsfeld (auf der letzten Reihe) durch keinen gegnerischen Bauern aufgehalten oder geschlagen werden kann.
Für den Gegner ist es wichtig, Freibauern zu kontrollieren, indem man sie mit einer Figur zum Beispiel blockiert, um die Umwandlung zu verhindern.
Im Endspiel gewinnen Freibauern an Stärke. Nicht selten muss dann für einen gefährlichen Freibauern eine Figur gegeben werden (vgl. Studie von Guljajew). Ein Bauerndurchbruch hat das Ziel, einen Freibauern zu bilden.

## Beispiel
|   | a | b | c | d | e | f | g | h |   |
| 8 |   |   |   |   |   |   |   |   | 8 |
| 7 |   |   |   |   |   |   |   |   | 7 |
| 6 |   |   |   |   |   |   |   |   | 6 |
| 5 |   |   |   |   |   |   |   |   | 5 |
| 4 |   |   |   |   |   |   |   |   | 4 |
| 3 |   |   |   |   |   |   |   |   | 3 |
| 2 |   |   |   |   |   |   |   |   | 2 |
| 1 |   |   |   |   |   |   |   |   | 1 |
|   | a | b | c | d | e | f | g | h |   |

Im Diagramm 1 handelt es sich bei dem weißen Bauer auf d4, sowie dem schwarzen Bauer auf b7 um Freibauern. 

An diesem Beispiel zeigt sich, dass ein Bauer seine Eigenschaft als Freibauer auch wieder verlieren kann. Wenn nämlich der weiße Turm den schwarzen Turm auf c6 schlägt und Schwarz mit b7xc6 antwortet, befinden sich beide Bauern auf benachbarten Linien und sind somit keine Freibauern mehr.

## Arten von Freibauern

### Entfernter Freibauer
Ein entfernter Freibauer ist dadurch charakterisiert, dass er von der Mehrzahl der anderen Bauern weiter entfernt ist. Befinden sich noch Bauern auf beiden Flügeln, dann stellt (bei insgesamt gleicher Bauernanzahl) ein entfernter Freibauer im Endspiel einen positionellen Vorteil dar, welcher oft zum Partiegewinn ausreicht. Hierzu sind zunächst die Bauern auf dem anderen Flügel möglichst weit vorn festzulegen. Anschließend wird der entfernte Freibauer geopfert, indem man ihn vom gegnerischen König schlagen lässt. Der damit verbundene Zeitverlust wird vom König des entfernten Freibauern dazu genutzt, die festgelegten Bauern am anderen Flügel zu schlagen und sich sodann durch Bauernumwandlung den spielentscheidenden Vorteil zu sichern.

### Gedeckter Freibauer
Von einem gedeckten Freibauern spricht man, wenn dieser von einem eigenen Bauern gedeckt wird. Auch ein gedeckter Freibauer ist ein großer positioneller Vorteil, da er nicht ohne Materialverlust geschlagen werden kann und zudem der gegnerische König im Bauernendspiel das Quadrat dieses Bauern nicht verlassen darf, so er dessen Umwandlung nicht riskieren will. Der andere König kann dann seine größere Bewegungsfreiheit häufig zum entscheidenden Bauerngewinn nutzen.
Nach Kurt Richter ist ein gedeckter Freibauer ein noch größerer Trumpf als ein entfernter Freibauer.

### Verbundene Freibauern
Stehen zwei oder mehr Freibauern auf benachbarten Linien, spricht man von verbundenen Freibauern. Diese können im Endspiel so stark sein, dass selbst ein gegnerischer Turm die nebeneinander vorrückenden Bauern nicht von einer Umwandlung abhalten kann. Stehen verbundene Freibauern um ein Feld diagonal versetzt, ist der vordere ein gedeckter Freibauer.